# Stanisław Sapieha (1896–1919)
Stanisław Sapieha (ur. 1896 w Oleszycach, zm. 11 stycznia 1919 we Lwowie) – książę, podporucznik artylerii Wojska Polskiego.

## Życiorys
Był synem Władysława Leona i hrabianki Elżbiety z Potulickich, bratankiem kardynała Adama Stefana, bratem Leona, Józefa, Aleksandra, Adama Zygmunta i Andrzeja Józefa.
W czasie I wojny światowej powołany został do cesarskiej i królewskiej armii. Po ukończeniu szkół oficerów rezerwy w Ołomuńcu i Krakowie skierowany został na front rumuński, a później rosyjski. Na stopień podporucznika został mianowany ze starszeństwem z 1 grudnia 1917 w korpusie oficerów rezerwy artylerii polowej i górskiej. Jego oddziałem macierzystym był pułk artylerii polowej nr 7 K.
W listopadzie 1918 przyjęty został do Wojska Polskiego. Poległ 11 stycznia 1919 w obronie Lwowa przed Ukraińcami, jako podporucznik 5 pułku artylerii polowej.

## Ordery i odznaczenia
- Krzyż Walecznych pośmiertnie[5]
- Krzyż Obrony Lwowa pośmiertnie
- Krzyż Wojskowy Karola[2]